# Ceratocnemum rapistroides
Ceratocnemum es un género monotípico de fanerógamas perteneciente a la familia Brassicaceae. Su única especie: Ceratocnemum rapistroides es originaria de   Marruecos.

## Taxonomía
Ceratocnemum rapistroides fue descrita por Coss. & Balansa y publicado en Bulletin de la Société Botanique de France 20: 239. 1873.
Sinonimia
- Ceratocnemum rapistroides var. glabrescens Maire.[2][3]